# Dunakeszi
Dunakeszi è una città di 40.441 abitanti situata nella contea di Pest, nell'Ungheria settentrionale.

## Amministrazione

### Gemellaggi
- Cristuru Secuiesc, Romania
- Casalgrande, Italia
- Stary Sącz, Polonia